# VK Mobile
VK Mobile è stata una società coreana specializzata nella produzione di telefoni cellulari. Fu fondata nel 2001. Il nome del suo marchio è VK (Victory Korea).
Il suo mercato è principalmente nazionale ma ha interessa anche in Giappone, Hong Kong, Cina, India, Europa, Australia, Taiwan, USA e Canada.
La principale tecnologia utilizzata è CDMA, ma ci sono piani di espandersi in altri campi.
Nel luglio 2006, secondo i media locali, la VK mobile avrebbe dichiarato bancarotta. La notizia è stata in breve tempo confermata e la ditta ha chiuso i battenti.